# Пепељуга (Прокофјев)
Пепељуга (рус. Золушка) је балет који је компоновао Сергеј Прокофјев према бајци Шарл Пероа и по сценарију Николаја Волкова. То је једно од његових најпопуларнијих и најмелодичнијих дела и инспирисало је многе кореографе од свог настанка. Композиција је настала између 1940. и 1944. године. Премијеру Пепељуге дириговао је Јуриј Фајер 21. новембра 1945. године у Бољшом театру, са кореографијом Ростислава Захарова и Галином Уљановом у насловној улози. Пепељуга је препознатљива по веселој музици, раскошној сценографији и по комичним улогама маћехе и две полусестре, више лудих него лоших у овом третману.

## Историја
Прве документиране верзије балета Пепељуга датирају из 1813, након чега је уследила лондонска продукција 1822. године. Маријус Петипа, радећи заједно са Енриком Чекетијем и Левом Ивановим, направио је кореографију „Пепељуге” и балет је настао 1893. године, са Пиерином Лењани, италијанском балерином.
„Пепељуга” је такође била приказана у Берлину, 1901. године, у извођењу композиције Јохана Штрауса млађег. И Михаил Фокине је своју верзију "Пепељуге" представио у Лондону 1938. године; извео га је Руски балет под управом пуковника де Базила.
Једна заједничка карактеристика већине продукција је музика Сергеја Прокофјева, настала раних 1940-их. Прокофјев је започео своју партитуру 1941, али је завршио тек 1944. због Другог светског рата и његовог рада на опери „Рат и мир“. О „Пепељуги” пише: „... Видим Пепељугу не само као лик из бајке, већ и као стварну особу, која осећа, доживљава и креће се међу нама... Оно што сам пре свега желео изразити у музици Пепељуге била је поетична љубав Пепељуге и принца, рађање и процват те љубави, препреке на њеном путу и коначно испуњен сан.”
У пролеће 1946. представа је постављена у позоришту Киров у Санкт Петербургу. Важно је напоменути да је Прокофјевљев балет успешно извођен не само у Русији, него и у иностранству. Фредерик Аштон, заједно с трупом Sadler's Wells, продуцирао је Пепељугу 1948. године. Премијера, са Мојром Ширер и Мајклом Сомсом у Royal Opera House, дочекана је са овацијама. Швајцарски кореограф Хајнц Сперлy преместио је сву акцију у балетни студио, а Кирил Симонов у изведби, изведеној у Новосибирску 2000. године, радије је представио све догађаје у предратним годинама. Међу савременим продукцијама треба истакнути рад Алексеја Мирошниченка, представљеног у децембру 2016. у Пермској опери и балету.
Чувена бајка Шарла Пероа, коју је у музику преточио Сергеј Прокофјев, транспонована је у филмско рухо. Рудолф Нурејев је поставио своју „Пепељугу” под светлошћу Холивуда. С продуцентом уместо добре виле и глумачком звездом као шармантним принцом, Пепељуга успева да избегне своју злу судбину и оствари своје снове у причи која има сличности с визијом кореографа, младог Тартара који постаје међународна звезда. Изврсна продукција којом је Париска опера децембра 2018. године започела обележавање свог великог јубилеја - 350 година.
Балет "Пепељуга" изводи се и у многим српским и регионалним позориштима. На великој сцени Црногорског народног позоришта, у Македонској националној опери и балету, Хрватском народном казалишту Ивана пл. Зајца из Ријеке чак и на леду, у Београду, од стране Националног балета из Сант Петерсбурга.

## Радња
Чин I
Пепељуга, девојка коју маћеха тера да служи као слушкиња у сопственом дому, помаже својој маћехи и двема полусестрама да се припреме за Пролећни бал, на коме ће принц изабрати своју будућу невесту. Док две полусестре раде заједно на изради новог шала, упадају у расправу око тога ко ће га носити, и на крају га цепају на два дела због свађе. Маћеха наређује Пепељуги да рашчисти остатке и заврши своје послове, док се њен отац врати кући са посла. Од поновног брака њеног оца, Пепељуга је морала да спава поред кухињског камина, покривајући се крпама прекривених пепелом. Њен отац никада није превазишао тугу због смрти своје прве жене, и иако је забринут за своју једину ћерку Пепељугу, он је под маћехином контролом као и сама Пепељуга. Међутим, њихов кратки мир је прекинут када маћеха и две полусестре поново улазе и почињу да им наређују. За време вечере појављује се просјакиња која тражи склониште. Две полусестре и маћеха покушавају да је отерају, али Пепељуга јој нуди место поред кухињске ватре и стари пар папуча. Просјакиња јој се захваљује на љубазности и одлази. Након одабира хаљина и брзе лекције плеса, породица коначно креће у ноћ са оцем који иде невољно, остављајући Пепељугу у кући.
Иако у почетку усамљена, она се развесели плесом са својом метлом, замишљајући да ју је сам принц замолио за плес. Изненади се, међутим, када се ниоткуда појави стара просјакиња, желећи да захвали и врати папуче. На Пепељугино чуђење, папуче су претворене у плесне стаклене папуче. Стара просјакиња скида своју маску и открива се као Пепељугина вила кума, долази да јој испуни жељу да оде на бал. Призивајући у помоћ виле пролећа, лета, јесени и зиме, она претвара Пепељугине крпе у прелепу хаљину, бундеву и мишеве у кочију и коње, а скакавце и вилине коњице у свиту лакаја. Међутим, док се спрема да оде, вила је упозорава да ће магија трајати само до поноћи, када ће се чаролија прекинути и све ће се вратити у првобитни облик. Остаће само стаклене папуче као поклон за њену доброту. Затим призива дванаест патуљака, који ће се појавити да понове њену поруку да оде до поноћи. Имајући ово упозорење на уму, Пепељуга одлази на бал.
Чин II
Пролећни бал је у пуном јеку, а гости пристижу из целог краљевства и плешу и одају поштовање принцу. Две полусестре покушавају да задобију наклоност краљевског двора показујући своје плесне вештине, али имају мање него успешне резултате, на велико запрепашћење њихове мајке. Принц се тада придружује прослави, али сматрајући државне догађаје као што је Пролећни бал досадним, и не желећи да уђе у брак без љубави, одбија сваку понуду за плес, посебно у случају одвратних полусестара.
Пепељуга стиже у палату, трансформисана до непрепознатљивости у лепо обучену принцезу. Принц је, заједно са свима осталима, задивљен њеном лепотом и шармом, и по први пут жели да  плеше. Како вече пролази, Пепељуга брзо постаје омиљена на целом двору због своје љубазности и шарма, а заљубљени принц цело вече проводи поред ње. Када послуже освежење, он јој указује част да узме једну од три поморанџе, посластицу увезену у краљевство из далеке земље. Пепељуга нуди друге две поморанџе својим двема полусестрама, које су толико поласкане пажњом да лепу незнанку не препознају као своју полусестру. Принц изводи Пепељугу у краљевске вртове у вечерњу шетњу, где плешу и признају љубав која цвета између њих.
Док се враћају у плесну дворану на следећи валцер, Пепељуга је потпуно заборавила на време у својој срећи. Међутим, при првом удару сата у поноћ, дванаест патуљака извире из великог дворског сата и подсећају Пепељугу на упозорење њене виле. Уплашена што ће бити разоткривена као понизна слушкиња у дроњцима, она бежи из плесне сале на запрепашћење осталих гостију. Иако је Принц прогања, она нестаје у ноћи неколико тренутака пре него што чаролија престане, изгубивши једну од својих стаклених папуча у журби и паници. Принцу је сломљено срце при помисли да ће изгубити своју љубав тако брзо након што ју је открио, али када је пронашао изгубљену папучу, заклиње се да неће мировати док се поново не споји са девојком.
Чин III
Јутро после бала, Принц сазива сваког обућара у краљевству, како би сазнао коме је папуча направљена. Међутим, нико од њих не потврђује да је направио ципелу, нити да је некоме недавно продао, и закључује да принцеза мора да је из иностранства. Његова очајничка потрага води га прво на Медитеран, затим на Оријент и даље. Након што је безуспешно пропутовао свет и упознао разне прелепе принцезе, принц почиње да претражује сопствено краљевство, испробавајући папуче на свакој девојци која је била на балу.
У Пепељугином дому, љубав је дозволила Принцу да пркоси законима времена и простора; иако се она буди тек јутро после бала, он је већ пропутовао свет и вратио се назад у потрази за изгубљеном љубављу. Када се пробуди, Пепељуга у почетку верује да су догађаји од претходне ноћи били само сан. Док поново проживљава неке од плесова са бала, открива код себе стаклену папучу и схвата да је све била истина. За доручком две полусестре се присећају бала и препиру се ко је оставио већи утисак на Принца. Њихова свађа се прекида када отац и маћеха пожуре са вестима да је принц на путу ка њиховој кући, очајнички испробавајући стаклену папучу на свакој девојци коју сретне. По доласку, испробава папучу на две полусестре, али безуспешно. Маћеха, међутим, захтева да јој се пружи шанса и покушава да утера ногу у ципелу, наређујући Пепељуги да јој помогне. Док се она сагиње да јој помогне, преостала папуча испада из њеног џепа и принц коначно препознаје Пепељугу. Док Пепељуга успешно испробава обе стаклене папуче, њена породица моли за опроштај, који им она радосно дарује. Пресрећни што су поново открили једно друго, Пепељуга и принц бивају потом одведени у тајни врт од стране куме, где признају своју љубав једно другом и срећни се венчавају.

## Занимљивости
- Занимљиво је да су у разним продукцијама улоге маћехе и Пепељугиних сестара изводили мушкарци.
- Прича Шарл Пероа веома је привлачила пажњу разних композитора. Тако је Ђоакино Росини по тој причи створио оперу, а композитор Ф. Сора написао балет који је представљен у Бољшој театру 1825. Балет истог назива написао је Јохан Штраус Млађи. Важно је напоменути да је то једини балет овог композитора, који је успешно премијерно приказан 1901.
- Постоји неколико кореографских издања представе разних кореографа. Тако су њихове верзије представили: К. Сергејев 1946, Ф. Аштон 1948, Р. Нурејев - 1987, А. Ратманскy - 2002.
- Прокофјев је укупно креирао седам балета.
- Први снимак (телевизијски балет) појавио се 1960. године захваљујући раду А. Рова и кореографа Ростислава Захарова. Други снимак снимљен је у Париској националној опери 2007. године.
- Прокофјев је за свој балет добио Стаљинову награду. Тада је то била најпрестижнија награда.[10]